# Унирема
Унирема или монера (лат. uniremis от unus — один и remus — весло; др.-греч. μονήρης) — боевой гребной беспалубный корабль с одним рядом вёсел. Униремы использовались во флотах античных греческих полисов, Финикии, Карфагена и Древнего Рима.
Обыкновенно унирема имела 12 пар вёсел, при этом на каждое весло приходилось по два гребца. Дополнительно униремы оснащались прямоугольным парусом, размещавшемся на небольшой мачте при попутном ветре. Водоизмещение этого типа корабля не превышало 50 тонн.
Унирема представляла собой продолговатое, плоскодонное, одномачтовое судно с одним рядом вёсел. В носовой части судно было снабжено тараном, средняя часть его, где помещались гребцы, была открыта, а на носу и корме находились возвышенные площадки для воинов. Так как главным оружием этих военных кораблей являлся таран, который можно было использовать только при значительном преобладании в ходе, то всё внимание было обращено на увеличение последнего. С этой целью греки стали увеличивать число весел, помещая их в два (бирема) и три (трирема) ряда.